# Giovanni Sissa
Giovanni Sissa (Genova, 24 luglio 1909 – Genova, 20 dicembre 1985) è stato un partigiano e antifascista italiano, membro di Giustizia e Libertà, medaglia d'argento al valor militare per la Resistenza.

## Biografia
Noto sportivo nel rugby e nel pugilato universitario a Genova, laureato in chimica, era entrato alla SIAC (Società Italiana Acciaierie Cornigliano) nel 1934. A fine ’39  in azienda fu denunciato come disfattista, perdendo così il diritto di andare a Roma all’IRI dove era stato ammesso alle carriere dirigenziali.
Tenente di artiglieria, reduce dall’Africa settentrionale, dopo una permanenza in prima linea al comando di una batteria della Divisione Trento, era in servizio militare a Trento presso il 46 reggimento Artiglieria, quando, sorpreso nella notte dell'8 settembre 1943 dall'assalto della caserma da parte dei tedeschi, si rifugiò sulle montagne della zona.
Tornato a Genova prese parte alla costituzione delle formazioni cittadine delle Brigate Giustizia e Libertà, con  Renato Negri, l’avvocato Eros Lanfranco ed il professore Giuseppe Bottaro. Già a ottobre 1943 la sua prima azione: prese in  consegna il paracadutista  dagli Alleati Zamacois che accompagnò dalla stazione di Genova Principe ad Asti .  Dopo la cattura dei suoi riferimenti in GL  riprese contatto con alcuni operai dello stabilimento S.I.A.C e proseguì con i comunisti l’azione resistenziale in città.  Con Arrigo Diodati e altri prese parte alla costituzione delle SAP a Genova e ne fu il primo Capo di Stato Maggiore 
A fine agosto ’44 gli giunge da un detenuto politico nel carcere di Marassi la comunicazione di essere attivamente ricercato.  Scappa nell’Oltrepo Pavese e rientra a Genova a inizio 1945, dove fa parte del Comando Piazza.
Si offri volontario per la preparazione ed esecuzione dell’avventurosa azione per liberare Luciano Bolis, importante membro del CLN che, dopo aver subito indicibili torture, per non tradire i compagni si era tagliato le corde vocali ed era stato portato in ospedale dove era piantonato a vista dalle Brigate Nere. 
Cinque giorni prima della Liberazione, Giovanni Sissa, travestito da medico, si introdusse, insieme a Stefano Zaino e ad altri compagni, all’ospedale San Martino di Genova. L'episodio è raccontato nella libro-testimonianza di Luciano Bolis Il mio granello di sabbia dove è descritto come un "giovanottone in camice bianco con la faccia da boxeur..."

## Onorificenze

Medaglia d'argento al valor militare per la Resistenza, conferita nel 1978 con la seguente motivazione:
“Ufficiale di complemento per sfuggire alla cattura da parte dei nazifascismi subito dopo l'armistizio, si rifugiò sulle montagne bresciane. Tornato successivamente a Genova entrava in contatto con le forze della resistenza colà operanti, divenendone ben presto uno dei maggiori animatori ed organizzatori. Offertosi volontario per una rischiosa azione tendente alla liberazione di un partigiano detenuto all'Ospedale San Martino, riusciva nell'impresa dopo aver sopraffatto ed immobilizzato il piantone di guardia. Esempio di altruismo, di coraggio e di fede”